# Bye Bye Bluebird
Bye Bye Bluebird är en dansk-färöisk film från 1999.

## Handling
Filmen handlar om Barba och Rannvá när de återvänder till sitt hemland Färöarna efter att ha levt flera år i Danmark, de kände att de ville flytta ifrån de små öarna in till det danska riket.

## Rollista (i urval)
- Hildigunn Eyðfinsdóttir
- Sigri Mitra Gaïni
- Johan Dalsgaard
- Elin K. Mouritsen
- Peter Hesse Overgaard
- Nora Bærentsen
- Egi Dam
- Lovisa Køtlum Petersen
- Adelborg Linklett
- Sverri Egholm
- Birita Mohr
- Sjúrður Sólstein
- Høgni Johansen
- Kári Øster
- Anna Kristin Bæk
- Kári Sólstein
- Gunnvá Zachariasen
- Jóanes Nielsen
- Búi Dam
- Rói H. Christensen
- Mikael Blak
- Halgir W. Arge
- Dánjal D. á Neystabø
- Iben Snebang
- Marner Gudmundsen
- Kirstin Hentze
- Marjun Jóanesardóttir
- Juleif Jacobsen
- Jóanes Andreasen
- Elisabeth Pike
- Jacobina Heinesen
- Kristian Linklett
- Teodor Joensen
- Flóvin Jacobsen
- Jógvan E. Ósá
- Kári Petersen
- Noomi Juul
- Fía Norðberg
- Katrin i Gongini
- Margreta Næss